# اینترنت گولد
اینترنت گولد (انگلیسی: Internet Gold) شرکت تجهیزات مخابرات اسرائیلی است، که در سال ۱۹۹۲ تأسیس شد.